# Dispersion (Hydrologie)
Als  Dispersion bezeichnet man in der Hydrologie einen Prozess, der ähnlich der Diffusion zu einem Ausgleich von Konzentrationsgradienten im Wasser führt. 
Im Porenraum eines Grundwasserkörpers herrscht eine sehr heterogene Verteilung der Strömungsgeschwindigkeiten. Nahe dem Rand einer Pore sind diese z. B. aufgrund der Viskosität des Wassers und der Reibung an der Matrix geringer als in der Mitte der Pore. Ebenso herrschen in benachbarten Poren unterschiedlicher Geometrie unterschiedliche Strömungsgeschwindigkeiten.
Anfangs direkt benachbarte Wasserteilchen bewegen sich so aufgrund der unterschiedlichen Geschwindigkeiten, mit denen sie transportiert werden, auseinander. Verstärkt wird dieser Prozess durch die Tortuosität des Porenraums, die bewirkt, dass die Teilchen unterschiedliche Wege durch den Porenraum nehmen.
Als Resultat aus diesen Prozessen kommt es, analog zur Diffusion, aber in um Größenordnungen stärkerem Ausmaß, zu einem Ausgleich von Konzentrationsgradienten. Ehemals scharfe Gradienten werden abgeflacht. Tracer-Durchbruchskurven zeigen sanfte Anstiege der Konzentrationen und keine steilen Sprünge, wie sie z. B. bei rein advektiven Prozessen zu erwarten wären. 
Der Großteil dieser Abflachung geschieht in Richtung der Wasserströmung, ein kleinerer Teil 
aber auch senkrecht dazu. Gleichzeitig kommt es aber auch durch Diffusion zu einer weiteren Abflachung. Da die beiden Prozesse nicht trennbar sind, bezeichnet man die Summe von beiden meist als hydrodynamische Dispersion.
Die mathematische Beschreibung dieses Prozesses erfolgt in Analogie zur Diffusion in einer Dimension wie folgt:
{\displaystyle J=-D_{\text{Disp}}{\frac {dC}{dx}}}
wobei
{\displaystyle D_{\text{Disp}}} der Dispersionskoeffizient ist. Mögliche Einheit {\displaystyle [D_{\text{Disp}}]=\mathrm {cm^{2}/s} }.
{\displaystyle J} die Teilchenstromdichte ist.
Der Dispersionskoeffizient ist allerdings im Gegensatz zum Diffusionskoeffizienten eine Funktion des Mediums, in dem der Transport stattfindet. Außerdem hat er in die verschiedenen Raumrichtungen unterschiedliche Werte.